# Josep Oltra i Picó
Josep Oltra i Picó (Benasau, Comtat 1899 - Santa Maria la Mar, Rosselló 1972) fou un polític i escriptor comunista valencià. Treballà com a obrer del sector tèxtil, i fou militant del PCE fins que l'abandonà per afiliar-se al Bloc Obrer i Camperol i després al Partit Obrer d'Unificació Marxista (POUM), que representà al Consell d'Economia de la Generalitat de Catalunya. Fou secretari de la Federació d'Empleats i Tècnics i formà part del Consell Econòmic i Tècnic del POUM. Col·laborà en les revists Avenir, Lluita i L'Hora, i amb Joaquim Maurín i Julià fou un dels redactors de La Batalla. En acabar la guerra civil espanyola s'exilià a França, i residí al Rosselló fins a la seva mort.

## Obres
- El POUM i la col·lectivització d'indústries i serveis (1936)
- Socialización de fincas urbanas y municipalización de los servicios (1937)